# Riryday
Riryday (jap. リリィデイ zapis stylizowany RIRYDAY) – japońska czteroosobowa grupa dziewcząt. Na początku w skład grupy wchodziło sześć członkiń, spośród nich Sakura, Ayaka oraz Nonoka brały udział w programie Produce 101 Japan The Girls, a Miri w Girls Planet 999. Pozostałe dwie członkinie, które opuściły grupę to Mion, która była debiutantką w branży rozrywkowej i Juri jedna ze zwyciężczyń programu Girls Hero.

## Historia
Od 2 do 10 lipca 2024 roku prezentowano kolejne członkini grupy, zaczynając od Sakury poprzez Miri, Juri, Nonoke, Mion kończąc na Ayace.
12 lipca ogłoszono, że fani grupy będą nosić nazwę „WINGS”.
1 sierpnia ogłoszono listę utworów z EP-ki zwiastującej przed debiutancki album. Dzień później zadebiutowali na scenie podczas spotkania z fanami w audytorium Shinjuku ReNY w Tokio.
9 października został wydany singel „PinkStranger”. Ich pierwszy solowy koncert odbył się 17 października w dzielnicy Roppongi.
26 listopada Mion odeszła z grupy, a Juri zrobiła sobie tymczasową przerwę od aktywności grupy. Następnie poinformowano, że 20 grudnia 2024 roku Juri opuściła grupę.
29 kwietnia 2025 roku ukazał się ich pierwszy singel „White me” w czteroosobowym składzie.

## Członkinie

### Obecne
| Pseudonim | Pseudonim | Imię i nazwisko | Imię i nazwisko | Data urodzenia   | Miejsce urodzenia    | Narodowość | Uwagi                                                                                                  | Przy.               |
| Sakura    | サクラ    | Sakura Kitazume | 北爪さくら      | 12 sierpnia 2004 | prefektura Gunma     | Japonia    | Liderka, była aktorka dziecięca, uczestniczka Produce 101 Japan The Girls (w którym zajęła 28 pozycję) | [ 2 ] [ 18 ] [ 19 ] |
| Ayaka     | アヤカ    | Ayaka Hosoi     | 細井彩加        | 16 kwietnia 2002 | prefektura Chiba     | Japonia    | Uczestniczka Produce 101 Japan The Girls (w którym zajęła 65 pozycję)                                  | [ 20 ]              |
| Nonoka    | ノノカ    | Nonoka Okabe    | 岡部望々花      | 22 sierpnia 2005 | prefektura Kioto     | Japonia    | Uczestniczka Produce 101 Japan The Girls (w którym zajęła 69 pozycję)                                  | [ 21 ]              |
| Miri      | ミリ      | Ayana Kuwahara  | 桑原彩菜        | 12 grudnia 2006  | prefektura Hiroszima | Japonia    | Uczestniczka Girls Planet 999                                                                          | [ 2 ]               |

### Byłe
| Pseudonim | Pseudonim | Imię i nazwisko | Imię i nazwisko | Data urodzenia   | Miejsce urodzenia   | Narodowość | Uwagi | Przy.        |
| Mion      | ミオン    | Mion Kawai      | 河合美音        | 30 lipca 2002    | prefektura Shizuoka | Japonia    | 26 listopada 2024 odeszła z grupy | [ 15 ]       |
| Juri      | ジュリ    | Juri Ishita     | 井下珠里        | 9 listopada 2008 | Tokio               | Japonia    | 20 grudnia 2024 odeszła z grupy, była uczestniczką i jedną ze zwyciężczyń programu Girls Hero, po zwycięstwie miała zadebiutować z grupą Neon-X, lecz do tego nie doszło | [ 3 ] [ 16 ] |

## Dyskografia

### EP
| # | Data wydania    | Tytuł   | Utwory                                                                                          | Uwagi                   |
| 1 | 6 września 2024 | RIRYDAY | 1. Uncool 2. about cha 3. Heavy-hearted (トゥー・トゥー・トゥー) 4. One More Time (Choose Life) | Wydanie przed debiutowe |

### Cyfrowy singel
| # | Data wydania        | Tytuł        | Utwory          | Uwagi |
| 1 | 9 października 2025 | PinkStranger | 1. PinkStranger |       |
| 2 | 29 kwietnia 2025    | White me     | 1. White me     |       |

## Wideografia

### Teledyski
| Rok  | Tytuł      | Reżyser                       | Przy.  |      |             |                                                   |               |
| ---- | ---------- | ----------------------------- | ------ | ---- | ----------- | ------------------------------------------------- | ------------- |
| Rok  | Tytuł      | Reżyser                       | Przy.  | 2024 | „about cha” | Seito Nakajima (superbly) / Shohei Ogura (OKNACK) | [ 22 ] [ 23 ] |
| 2025 | „White me” | Hiroki Yamamoto (CINEMA EYES) | [ 24 ] |      |             |                                                   |               |